# روشتسی
روشتسی (به صربی: Rošci) یک روستا در صربستان است که در Moravica District واقع شده‌است.
 روشتسی ۲۴٫۶۶ کیلومتر مربع مساحت و ۳۹۵ نفر جمعیت دارد و ۴۸۵ متر بالاتر از سطح دریا واقع شده‌است.